# أحمد رضا بزشك
أحمد رضا بزشك (بالفارسية: احمدرضا پزشک) هو لاعب كرة قدم إيراني. حضر احمد رضا بزشك خلال مسيرته الرياضية في عدة فرق ومنها فريق شهرداري بندر عباس لكرة القدم الإيراني.